# Кавасос, Лауро
Лауро Фред Кавасос-младший (англ. Lauro Fred Cavazos Jr.; 4 января 1927, Кинг-Ранч, Техас — 15 марта 2022) — американский педагог и политик. Министр образования США (1988—1990). Первый латиноамериканец в правительстве США.

## Биография
Родился в семье бригадира витрин. В Технологическом университете Техаса получил степень бакалавра и магистра по зоологии и степень доктора философии в области физиологии в Университете штата Айова. После короткого пребывания на факультетах Университета Тафтса и Медицинского колледжа Вирджинии Кавасос становится деканом медицинского факультета Университета Тафтса. С 1980 по 1988 год — президент Технологического университета Техаса.
С 1988 по 1990 год Кавасос занимал пост министра образования США в кабинетах Рональда Рейгана и Джорджа Буша-старшего. Был вынужден уйти в отставку на фоне расследования неправомерного использования авиации для часто летающих пассажиров.
После отставки вернулся на медицинский факультет Университета Тафтса, где преподавал общественное здравоохранение и семейную медицину.
Умер 15 марта 2022 года.

## Личная жизнь
Был женат на Пегги Энн Кавасос (урожденная Мёрдок). У них десять детей.
Кавасос является старшим братом генерала армии США Ричарда Эдварда Кавасоса и потомком героини Техасской революции Франситы Алавес.